# استانیسواف واپینسکی
استانیسواف واپینسکی (لهستانی: Stanisław Łapiński؛ ‏ ۲۵ سپتامبر ۱۸۹۵ – ۲۶ ژانویهٔ ۱۹۷۲) بازیگر اهل لهستان بود.
از فیلم‌ها یا برنامه‌های تلویزیونی که وی در آن نقش داشته‌است، می‌توان به سه قلب، همه مجاز به عشق ورزیدن هستند، موضوعی برای حل و فصل، خواننده ورشویی، رز و ترانه‌های ممنوعه اشاره کرد.